# ادوارد فیسرس
ادوارد فیسرس (انگلیسی: Edward Vissers; ۴ ژوئیهٔ ۱۹۱۲ – ۲ آوریل ۱۹۹۴) دوچرخه‌سوار اهل بلژیک بود.